# Pierre Crockaert
Pierre Crockaert, noto anche con lo pseudonimo di Pietro di Bruxelles (c. 1465 – 1514), è stato un filosofo fiammingo.
Fu un esponente di rilievo della filosofia scolastica. Ebbe, infatti, un ruolo di primo piano nella "rinascita tomistica".

## Biografia
Fu inizialmente allievo di John Mair, nominalista come egli stesso, e seguace di Guglielmo di Ockham. In seguito entrò nell'Ordine domenicano. Nel 1503 divenne un sostenitore del tomismo ortodosso.
Insegnò all'Università di Parigi: qui, a partire dal 1509, impose la Summa Theologiae come standard nell'istruzione teologica, al posto delle Sententiae di Pietro Lombardo. Caratteristica del suo approccio fu l'enfasi alla Secunda Secundae della Summa.
È noto per numerosi commenti su Aristotele e Pietro di Spagna, così come su Tommaso d'Aquino. Tra i suoi allievi vi fu anche Francisco de Vitoria.